# Schreierstoren
La Schreierstoren (« Tour des pleureuses » en néerlandais) est un monument d'Amsterdam situé sur le Prins Hendrikkade, au nord de l'arrondissement de Centrum. Ancienne tour de défense, elle était intégrée au système de fortifications d'Amsterdam au même titre que le Waag ou la Montelbaanstoren. Construite vers 1487, au croisement entre la frontière est de la ville et l'IJ, elle est la seule tour de défense de la ville à avoir survécu. Elle est inscrite au registre des Rijksmonumenten.
La tour s’appelait initialement Schrayershoucktoren (« Tour de l'angle prononcé ») car elle se trouvait à l'endroit où les anciennes fortifications, qui suivaient l'actuel Prins Hendrikkade jusqu'à l'actuelle gare centrale d'Amsterdam formaient un angle marqué en direction du sud-ouest, vers l'actuel Geldersekade, et jusqu'à la Sint Anthoniespoort sur Nieuwmarkt. Son nom actuel lui aurait été donné car elle se trouve à l'endroit où les nombreuses femmes des marins de la Compagnie néerlandaise des Indes orientales faisaient leurs adieux à leurs époux avant qu'ils ne partent. Une pierre de pignon datant de 1569 et représentant une femme en larmes alors qu'un bateau part vers le large a contribué à renforcer la légende.
Le long du quai du Geldersekade, plusieurs blocs de grès, correspondant aux restes de l'ancien mur d'enceinte sont toujours visibles. Après que la tour eut perdu son rôle de défense, elle fut employée comme bâtiment administratif pour les activités portuaires. En 1960, la capitainerie du port déménagea vers un nouveau bâtiment, le Havengebouw situé sur le De Ruyterkade. En 1983, la tour fit l'objet d'une restauration. Depuis la restauration, une partie du bâtiment a été convertie en restaurant. Au-dessus, l'intérieur de la tour est à présent occupé par une boutique de cartes maritimes et une librairie sur le même thème.
Sur la façade nord-est, une plaque fut ajoutée en septembre 1927 pour célébrer l'exploit de Henry Hudson, parti le 4 avril 1609 de l'emplacement de la tour pour son voyage vers le Nouveau Monde, dans le cadre d'une mission pour la Compagnie néerlandaise des Indes orientales visant à trouver une route vers les Indes par l'ouest. La plaquette fut installée à l'initiative de The Greenwich Village Historical Society de New York.